# メイド・イン・アメリカ (ビル・ブライソン)
メイド・イン・アメリカ（Made in America ）はビル・ブライソンによる米国英語の歴史をのべた本。ブラックスワン出版社（Black Swan）から1998年4月に出版された。